# Центр охлаждения

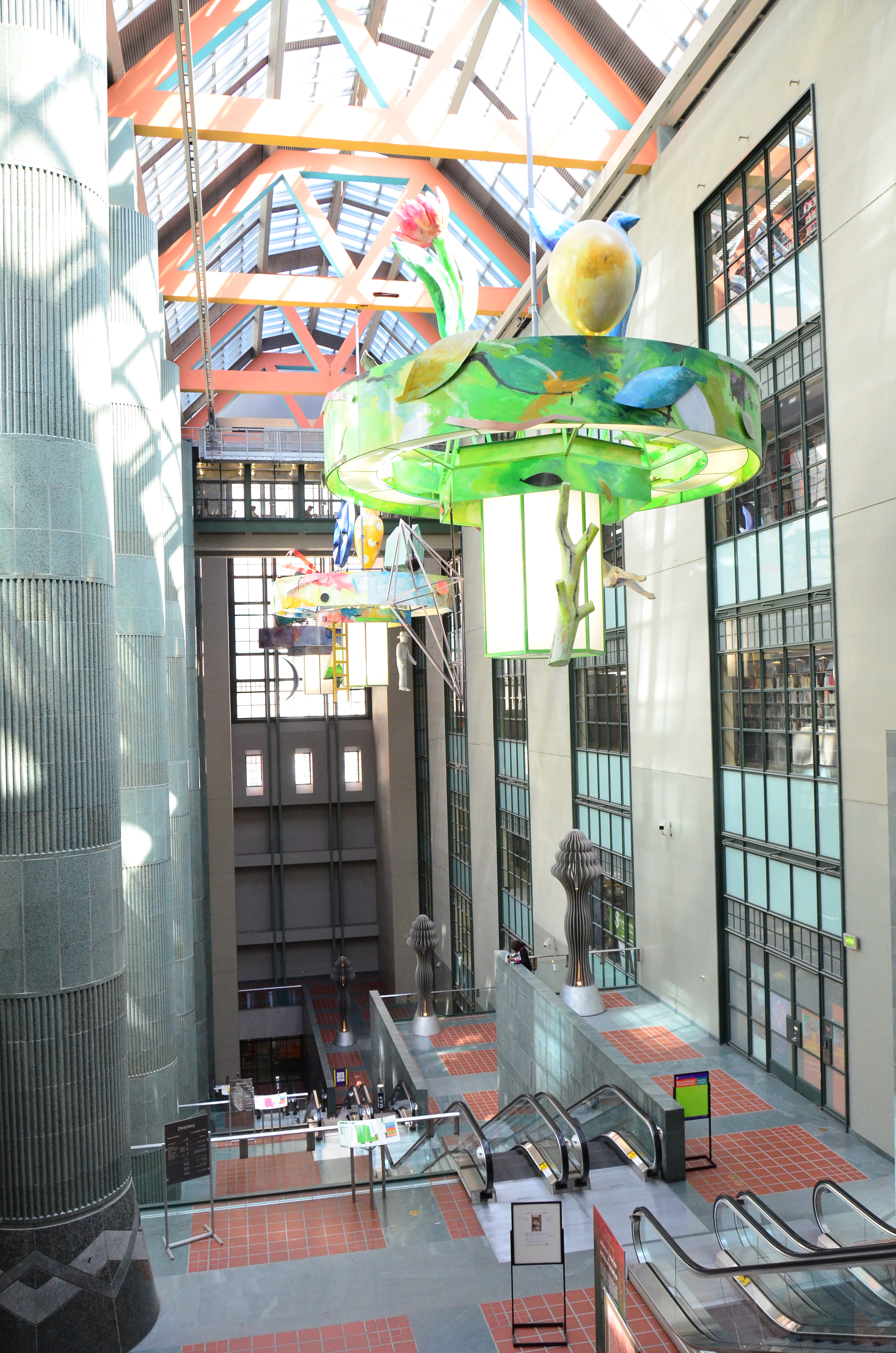
Центральная библиотека Лос-Анджелеса, специализированный центр охлаждения.

Центр охлаждения — это общественное или частное помещение с кондиционированием воздуха, предназначенное для временного устранения неблагоприятных последствий для здоровья экстремально жарких погодных условий, например, вызванных периодами сильной жары. Центры охлаждения — одна из возможных стратегий предотвращения гипертермии, вызванной жарой, влажностью и плохим качеством воздуха.
По мере того, как в общественном сознании возрастает опасность аномальной жары, центры охлаждения всё чаще используются в крупных городах, таких как Лос-Анджелес, Нью-Йорк, Чикаго, Бостон и Торонто, а также в меньших городских населенных пунктах. Центры охлаждения также доступны для использования в таких городах, как Портленд и Сиэтл, где домашнее кондиционирование воздуха — редкость, но летом температура может по несколько дней превышать 32 градуса по Цельсию. Во время аномальной жары 2018 года и пожаров, охвативших северную Скандинавию, супермаркеты Финляндии временно использовались в качестве центров охлаждения.
Поскольку различные исследования прогнозируют более интенсивные, более частые и продолжительные периоды жары в будущем, многие правительства штатов и федеральные правительства в США будут включать центры охлаждения в свою стратегию адаптации к жаре и в системы предупреждения.

## Организация и собственность

### Официальные
Как правило, формальные или официальные центры охлаждения реализуются и управляются различными местными субъектами, такими как муниципалитеты, пожарные службы, окружные агентства и некоммерческие организации. Обычно они расположены в нескольких местах по всему муниципалитету, например, в публичных библиотеках, общественных центрах, центрах для престарелых и полицейских участках.
Центры охлаждения обеспечивают тень, воду и туалеты; также может быть предложена медицинская помощь и направления в социальные службы. Услуги предназначены для бездомных, тех, у кого нет доступа к адекватному кондиционированию воздуха, и групп риска, таких как пожилые люди, дети и люди с умственной отсталостью или хроническими заболеваниями.
Ещё одна мера по охране здоровья, которую иногда принимают во время аномальной жары, — продление часов работы общественных пляжей и бассейнов.

### Неофициальные

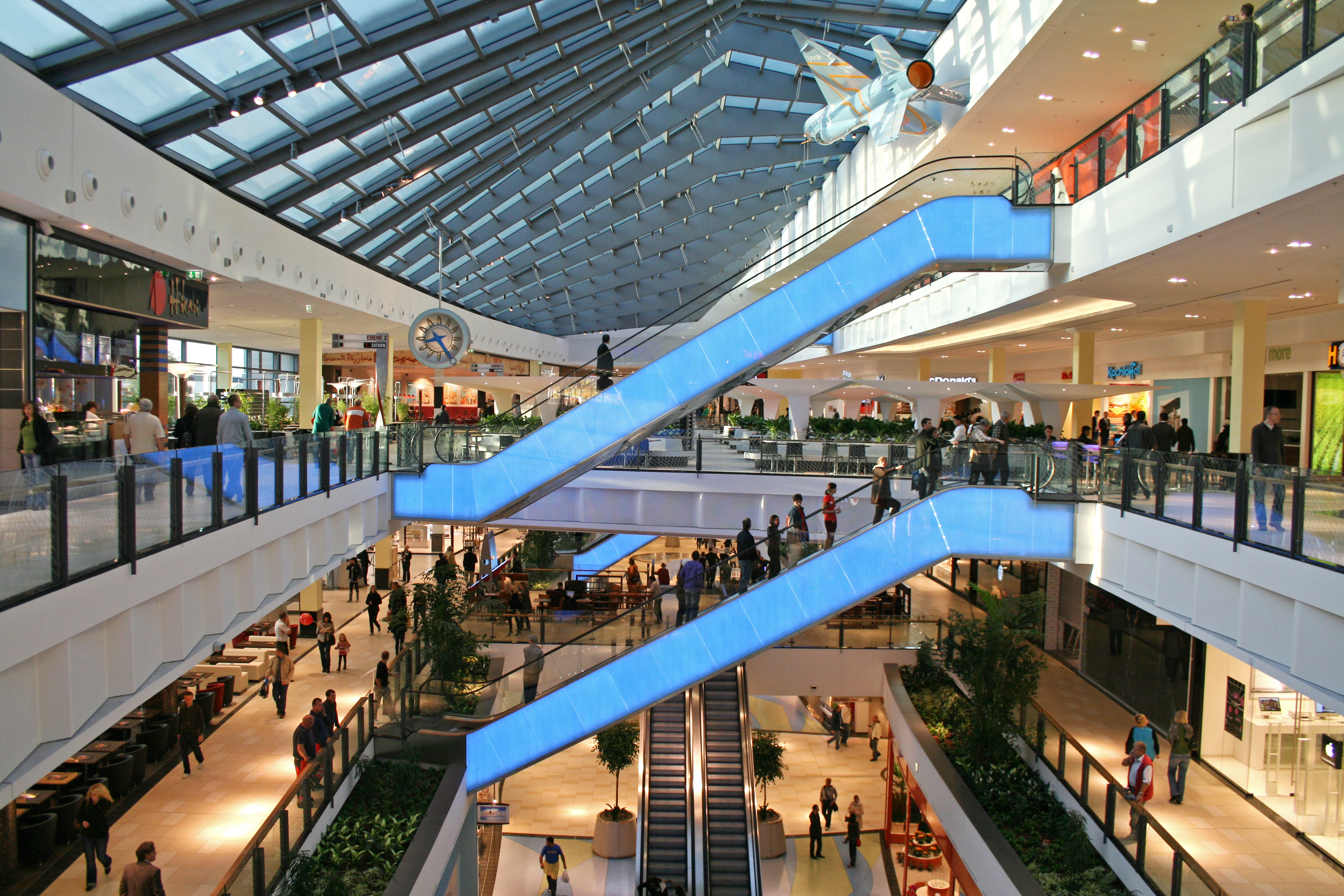
Торговые центры использовались людьми в качестве неофициальных центров охлаждения во время экстремальных периодов жары

Неофициальные центры охлаждения — это такие места, как торговые центры, рынки, бассейны, центры отдыха или предприятия[какие?], которые люди используют во время сильной жары.
В исследовании Калифорнийского университета в Лос-Анджелесе, опубликованном онлайн в январе 2023 года в журнале Applied Geography, были проанализированы данные смартфонов для изучения использования формальных и неформальных центров охлаждения в округе Лос-Анджелес. Исследователи обнаружили, что около 20 % населения пользовались центрами охлаждения. Из населения, которое использовало центры охлаждения, 90 % использовали неофициальные центры охлаждения (в частности, 610 торговых центров), а 10 % — окружные центры.